# Lizeth Veizaga
Lizeth Veizaga (* 8. Februar 2001) ist eine bolivianische Leichtathletin, die im Mittel- und Langstreckenlauf antritt.

## Sportliche Laufbahn
Erste internationale Erfahrungen sammelte Lizeth Veizaga im Jahr 2022, als sie bei den Hallensüdamerikameisterschaften in Cochabamba in 10:47,84 min die Goldmedaille im 3000-Meter-Lauf gewann.

## Persönliche Bestleistungen
- 1500 Meter: 4:59,78 min, 18. Juni 2021 in Cochabamba
  - 1500 Meter (Halle): 4:54,85 min, 6. Februar 2022 in Cochabamba
  - 3000 Meter (Halle): 10:47,84 min, 20. Februar 2022 in Cochabamba